# Ciné-Vision
Ciné-Vision est une entreprise d'animation créée à Paris par Michel Trouillet en 1977. 
L'entreprise produit plus de 25 séries d'animation par année jusqu'à sa fermeture en 1989. De plus, Ciné-Vision coproduit avec Via Le Monde la version québécoise du dessin animé Astro le petit robot. Michel Trouillet avait cependant créé un autre studio, Les Studios Tex. Ciné-Vision a été acheté par Bristol-Myers-Squibb en 1983 et ensuite par Clairol. Ciné-Vision ferme ses portes le 2 avril 1989 à cause de problèmes avec son parent Clairol.